# The Police
The Police byla anglická rocková kapela, která vznikla v Londýně v roce 1977. Během několika měsíců po svém prvním koncertu se sestava ustálila na Stingovi (hlavní zpěv, baskytara, hlavní autor písní), Andym Summersovi (kytara) a Stewartu Copelandovi (bicí, perkuse) — a tato trojice zůstala nezměněná po celou historii kapely. The Police se stali celosvětově populárními od konce 70. let do poloviny 80. let. Vzešli z britské new wave scény a hráli rock ovlivněný punkem, reggae a jazzem.
Jejich debutové album Outlandos d'Amour (1978) dosáhlo na 6. místo britského albového žebříčku a obsahuje singly „Roxanne“ a „Can't Stand Losing You“. Druhé album Reggatta de Blanc (1979) se stalo prvním ze čtyř po sobě jdoucích alb, která obsadila první místo v Británii i Austrálii; jeho první dva singly, „Message in a Bottle“ a „Walking on the Moon“, se staly jejich prvními singly na 1. místě britského žebříčku. Další dvě alba, Zenyatta Mondatta (1980) a Ghost in the Machine (1981), přinesla další kritický i komerční úspěch — skladby „Don't Stand So Close to Me“ a „Every Little Thing She Does Is Magic“ se staly britskými jedničkami a Top 5 hity v dalších zemích. První z těchto alb bylo jejich průlomem v USA, kde dosáhlo na 5. místo US Billboard 200.
Jejich poslední studiové album Synchronicity (1983) se dostalo na 1. místo v Británii, Kanadě, Austrálii, Itálii a USA a v USA se ho prodalo přes 8 milionů kopií. Vedoucí singl „Every Breath You Take“ se stal jejich pátým britským číslem jedna a zároveň jediným singlem číslo jedna v USA. V této době byli The Police považováni za jedny z vůdců druhé britské invaze na americký trh: v roce 1983 je Rolling Stone označil za „první britskou new wave kapelu, která prorazila v Americe ve velkém, a možná největší kapelu na světě“. Na vrcholu slávy se The Police v roce 1984 rozpadli, ale občas se znovu sešli pro jednorázová vystoupení, než se na začátku roku 2007 plně znovu spojili na světové turné, které skončilo v srpnu 2008. Díky tomuto reunionu byli v roce 2008 nejlépe vydělávajícími hudebníky na světě, přičemž turné bylo zároveň nejvýdělečnějším turné roku 2007.
The Police prodali přes 75 milionů desek, což z nich dělá jednu z nejprodávanějších kapel všech dob. Kapela získala řadu ocenění, včetně šesti cen Grammy, dvou Brit Awards (včetně ceny Best British Group) a ceny MTV Video Music Award. V roce 2003 byli uvedeni do Rock and Roll Hall of Fame. Čtyři z jejich pěti studiových alb se objevily na seznamu Rolling Stone „500 nejlepších alb všech dob“. Kapela figuruje také na seznamech „100 největších umělců všech dob“ podle Rolling Stone i VH1.

## Historie

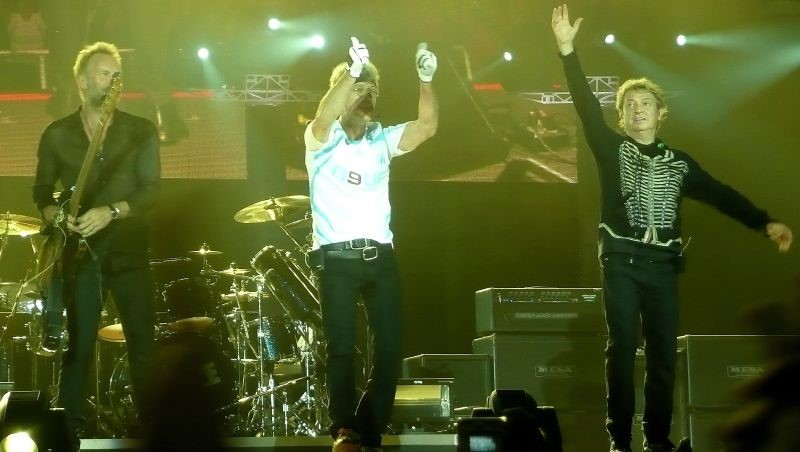
The Police v roce 2008

The Police založil na začátku roku 1977 americký bubeník Stewart Copeland. Po rozpadu své progressive rockové skupiny se Copeland snažil založit novou tříčlennou skupinu a připojit se tak k tehdy vzkvétající londýnské punkové scéně. Zpěvák a baskytarista Sting a kytarista Henry Padovani s ním začali zkoušet v lednu 1977, a po měsíci zkoušení už nahrávali svůj první singl Fall out/Nothing achieving. V březnu a dubnu byla tato skupina předkapelou na turné Cherry Vanilla a Wayne Country Electric Chairs.
V květnu si producent Mike Howlett pozval Stinga a zkušeného kytaristu Andyho Summerse, aby s ním vytvořili projekt Strontium 90. Howlett chtěl do kapely Chrise Cutlera, který se však k tomuto projektu nepřidal, a tak vzal Sting Copelanda. Strontium 90 nahráli několik demonahrávek a pak dostali příležitost vystoupit s nimi na koncertě Gong Reunion v Paříži 28. května 1977. Deska s několika studiovými nahrávkami z této doby a první verzí skladby Every Little Things She Does Is Magic vyšla v roce 1977 pod názvem Strontium 90: Police Academy. Čtveřice si též několikrát zahrála v londýnských klubech.
V červenci 1977 začali Copeland, Sting, Padovanni a Summers vystupovat jako čtyřčlenná verze The Police. Padovani ale nebyl příliš dobrý kytarista, a tak na konci roku 1977 odchází. Sting se ukázal jako schopný autor, byl v té době středoškolským učitelem a jeho texty si vždy hrály s jazykem a mnohdy byly ovlivněny známými literárními díly. Texty k předposlední desce Ghost in the Machine byly inspirovány spisovatelem Arthurem Koestlerem a na albu Synchronicity je cítit inspirace Carlem Jungem. Text písně Tea in the Sahara je ovlivněn texty spisovatele Paula Bowlese.
Na počátku své kariéry skupina nahrála ve čtyřčlenné sestavě několik písní s Johnem Calem v roli producenta. Nahrávky však nebyly nikdy vydány. Caleovu práci Summers kritizoval, vadilo mu už to, že na nahrávání dorazil pozdě a opilý, ale rovněž to, že jim Cale nebyl schopný poradit, jak udělat hit.
The Police a The Clash jsou jedny z prvních bílých skupin, které si osvojily reggae, přetvořily ho k obrazu svému, a v podstatě tak vydláždily cestu na výsluní ska a reggae interpretům, jako byl Bob Marley, Desmond Dekker a spousta dalších.

## Diskografie

### Studiová alba
- 1978: Outlandos d'Amour
- 1979: Reggatta de Blanc
- 1980: Zenyattà Mondatta
- 1981: Ghost in the Machine
- 1983: Synchronicity

### Živá alba
- 1995: Live!
- 2008: Certifiable

### Soundtracky
- 1981: The Secret Policeman's Ball
- 1982: Urgh! A Music War
- 1982: Brimstone and Treacle
- 1997: Strontium 90: Police Academy